# II. Péter jugoszláv király
II. Péter jugoszláv király (más néven: Peter II Karađorđević, szerbhorvátul: Petar II Karađorđević, szerbül: Петар II Карађорђевић), (Belgrád, 1923. szeptember 6. – Denver, 1970. november 3.) a Jugoszláv Királyság harmadik, egyben utolsó királya 1934 és 1945 között, a Karađorđević-ház feje 1970-ben bekövetkezett haláláig.

## Ifjúkora
Péter, későbbi jugoszláv király Belgrádban született 1923-ban. Tanulmányait magántanároknál kezdte, majd az Egyesült Királyságban a Sandroyd Schoolban tanult, Wiltshire-ben. 1936-ban, az I. Sándor jugoszláv király életét kioltó marseille-i merénylet után, 11 évesen lett Jugoszlávia királya. Mivel kiskorú volt, nem uralkodhatott, ezért a tényleges hatalmat nagybátyja, Pál herceg (Pavle Karađorđević), a jugoszláv államtanács és a szerb ortodox egyház által kijelölt régensként gyakorolta.

## Királyként
Kora miatt királyként befolyása az eseményekre minimális volt. Pál régens herceg németbarát politikát folytatott, és 1941-ben aláírta a háromhatalmi egyezményt. Ekkor Dušan Simović tábornok vezetésével angolbarát katonai vezetők egy csoportja puccsot hajtott végre, amely lényege az volt, hogy a régenst elmozdították, s II. Péter királyt 17 évesen nagykorúvá nyilvánították.
Uralkodása rendkívül rövid életűnek bizonyult, mivel Németország 10 napon belül megtámadta Jugoszláviát, majd ehhez csatlakozott Bulgária, Magyarország és Olaszország is. Az ország megszállása után 1941. április 17-én a jugoszláv kormány elmenekült, az ország területének nagy részét elcsatolták, s II. Péter emigrációba kényszerült. A fiatal király hazájából előbb Görögországba, Egyiptomba majd végül Nagy-Britanniába menekült.

## Az emigrációban
II. Péter király az emigrációban folytatta tanulmányait, a Cambridge-i Egyetem hallgatójaként, majd a Brit Királyi Légierő tagja lett. A második világháború után Josip Broz Tito, magát a Jugoszláv Föderatív Népköztársaság első miniszterelnökévé nyilvánítva, egyik első intézkedéseként 1945. november 29-én megfosztotta a száműzetésben élő II. Pétert a jugoszláv tróntól. 1947-ben megfosztották jugoszláv állampolgárságától is.
Péter később a családjával együtt az Egyesült Államokban, Chicagóban telepedett le. Az utolsó jugoszláv király egészsége egész életében gyenge volt, 1970-ben májátültetésre szorult, mely sikertelen lett. Denverben hunyt el operációs szövődmények következtében, 1970. november 3-án. Földi maradványait az Illinois állambeli Libertyville városkában található Szent Száva szerb ortodox monostorban helyezték el. Testét – noha végakaratában ez szerepelt –, csak 2013-ban tudták hazaszállítani, majd feleségével együtt 2013. május 26-án a család oplenaci mauzóleumában újratemették.

## Családi élete
Felesége Oldenburgi Alexandra (1921–1993) görög királyi hercegnő volt, akitől egy fia született:
- Sándor (1945–) jugoszláv trónörökös, 1970-től a Karađorđević (Karagyorgyevics)-ház feje. Ő 2001 júliusában tért vissza Szerbiába, használatra visszakapta a dinasztia belgrádi rezidenciáit.

Jelenleg – bár nem választatta meg magát semmiféle politikai tisztségre – részt vesz a szerb politikai életben.

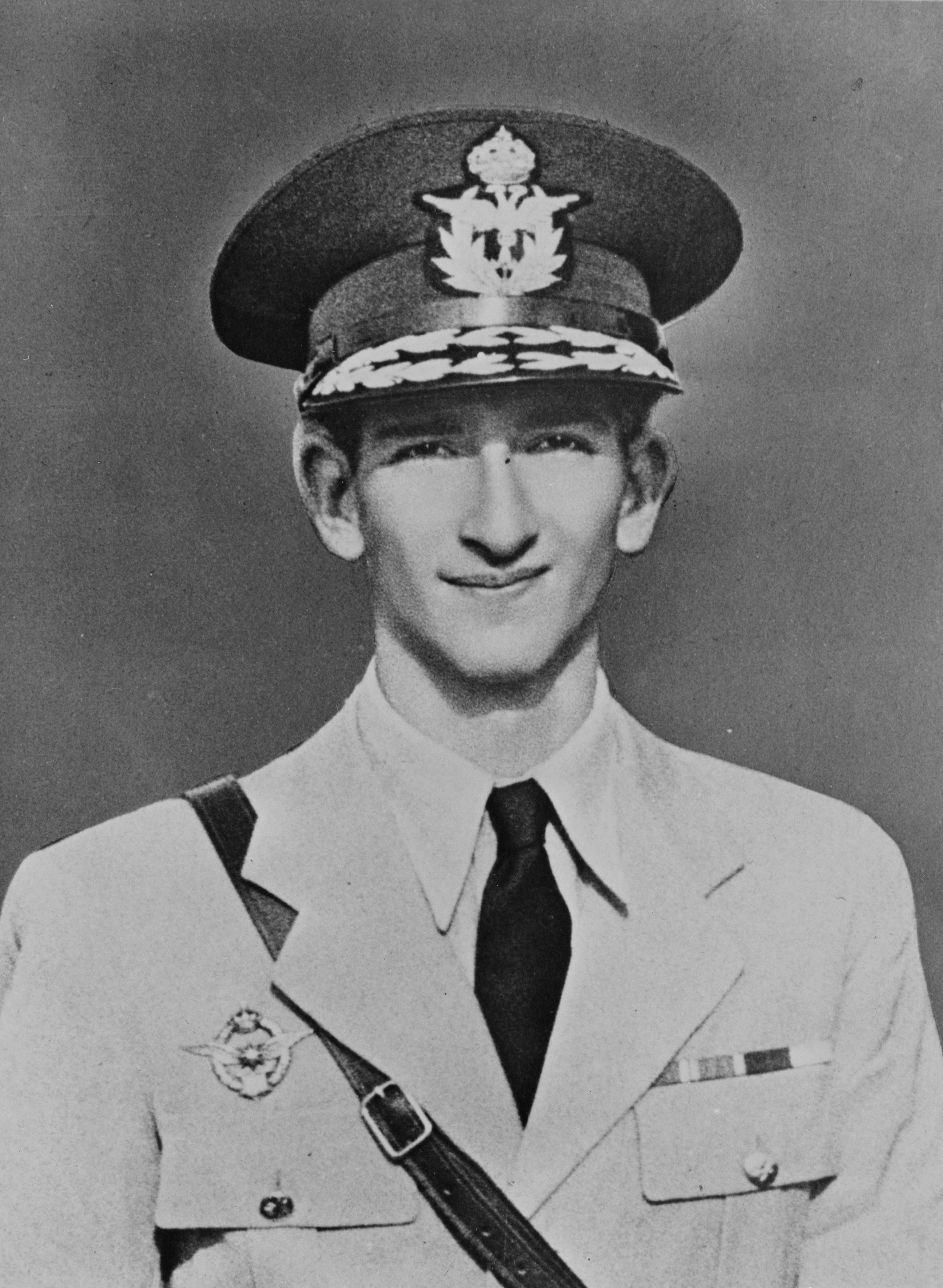
II. Péter jugoszláv király hadsereg főparancsnoki, egyenruhás fényképe.
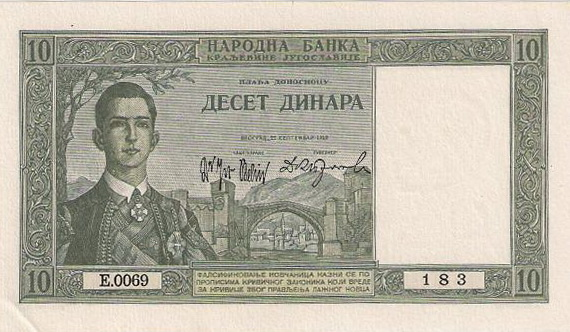
Jugoszláv 1939-es sorozatú 10 dináros bankjegy II. Péter király portréjával.
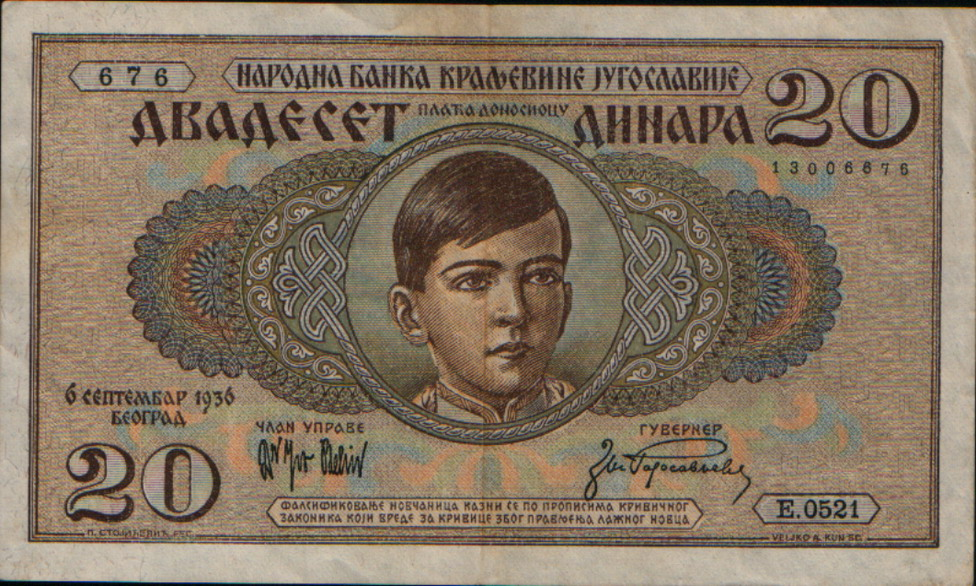
Jugoszláv 1936-os sorozatú 20 dináros bankjegy II. Péter király portréjával.
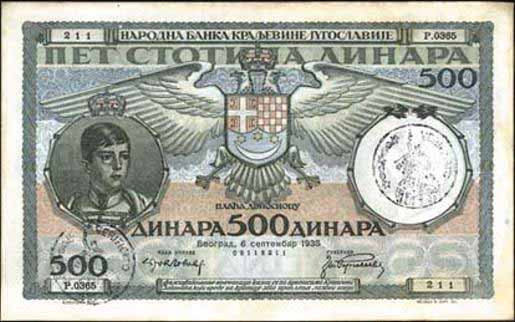
Jugoszláv 1935-ös sorozatú 500 dináros bankjegy II. Péter király portréjával.
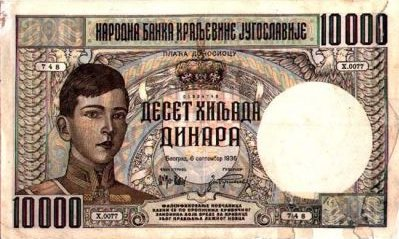
Jugoszláv 1936-os sorozatú 10 000 dináros bankjegy II. Péter király portréjával.

## Fordítás
Ez a szócikk részben vagy egészben  a   Peter II of Yugoslavia című angol Wikipédia-szócikk fordításán alapul.  Az eredeti cikk szerkesztőit annak laptörténete sorolja fel. Ez a jelzés csupán a megfogalmazás eredetét és a szerzői jogokat jelzi, nem szolgál a cikkben szereplő információk forrásmegjelöléseként.